# Gideon Chukwuma Ndubuna
Gideon Chukwuma Ndubuna (thailändisch กีเดียน ชุกุมาร์ เอ็นดูบูบา, * 4. März 2001 in Yasothon, Thailand) ist ein thailändisch-nigerianischer Fußballspieler.

## Karriere
Gideon Chukwuma Ndubuna stand bis Mitte 2020 beim Sisaket United FC unter Vertrag. Der Verein aus Sisaket spielte in der vierten Liga, der Thai League 4. Hier trat man in der North/Eastern Region an. Am 1. Juli 2020 wechselte er zum Zweitligisten Sisaket FC. Am Ende der Saison musste er mit dem Verein den Weg in die dritte Liga antreten. Nach dem Abstieg verließ er den Verein und ging nach Nakhon Ratchasima. Hier schloss er sich dem Erstligisten Nakhon Ratchasima FC an. Sein Erstligadebüt gab er am 19. September 2021 (4. Spieltag) im Heimspiel gegen den Police Tero FC. Hier wurde er in der 85. Minute für den Österreicher Marco Sahanek eingewechselt. Nakhon Ratchasima gewann das Spiel durch ein Tor von Pralong Sawandee mit 1:0. Für Korat bestritt er fünf Erstligaspiele. Anfang August 2022 wechselte er in die dritte Liga. Hier unterschrieb er einen Vertrag beim See Khwae City FC. Mit dem Verein aus Nakhon Sawan spielt er in der Northern Region der Liga.